# Storrbach
Der Storrbach ist ein gut fünf Kilometer langer Bach auf dem Gebiet der Ortsgemeinde Lemberg im rheinland-pfälzischen Landkreis Südwestpfalz. Er ist ein rechter und der mit Abstand längste Zufluss des Salzbachs im Südwestlichen Pfälzerwald.

## Name
Das Bestimmungswort des Namens leitet sich vom mittelhochdeutschen storre mit der Bedeutung „Baumstumpf, Klotz“ ab.

## Geographie

### Verlauf
Der Storrbach entspringt im Wasgau auf einer Höhe von 306 m ü. NHN in dem südlich des 414,1 m hohen Großen Spießkopfs gelegenen Gewann Mastlager in einem Eichen-Buchenmischwald. Etwa 700 Meter östlich der Quelle liegt das Gelände des bis 1983 genutzten Unterkunftsbereichs der Nike-Feuerstellung (Launching Area) Lemberg-Salzwoog, ein ehemaliger Atomwaffenstandort der US-Streitkräfte in Deutschland.
Er fließt zunächst, begleitet von einem Waldweg, knapp 300 Meter in nordnordwestlicher Richtung durch den Wald und wird dann zuerst auf seiner rechten und gleich danach auf der anderen Seite vom Abfluss aus jeweils einer Quelle verstärkt. Der Bach läuft anschließend knapp 400 Meter am Südwestfuß des Großen Spießkopfs entlang und wird danach zum kleinen Mastlagerweiher angestaut. Etwas bachabwärts kreuzt er den alten, durch das Schöntal führenden Waldweg, der heute als Wander- und Radfahrweg genutzt wird, und bildet gleich darauf den Melkenplätzer Weiher, der auch Peterswoog genannt wird. Der 1836 angelegte Peterswoog war der Ausgangspunkt für die einstige Holztrift am Storrbach. Seine Aufgabe war es, schon in Nähe der Quelle große Wassermengen zu stauen, um während der Trift für einen reibungslosen Abtransport der Holzscheite zu sorgen.
Der Storrbach schlägt nun begleitet von einem Waldweg, der ihm bis fast zu seiner Mündung folgt, um den Großen Spießkopf einen Bogen nach rechts und zieht dann zwischen diesem und dem Fleckenstein mit der vorgelagerten Husarenhald durch Buchenwald mit teilweise hohem Eichenanteil an dem als Unterstand dienenden Friedrichhäuschen vorbei. Etwa einen halben Kilometer später wird er auf seiner linken Seite von einem knapp 100 Meter langen Waldbächlein aus dem Balkental gespeist.
Der Storrbach läuft anschließend ostwärts durch Mischwald am Nordfuß des Großen Spießkopfs entlang. Nach etwa 350 Metern fließt ihm auf seiner rechten Seite der 0,6 km lange Bach vom Pferdbrunnen zu. Der Storrbach fließt danach zwischen dem 262,7 m hohen Balkeneck im Norden und dem 321,8 m hohen Kleinen Spießkopf im Süden und nimmt kurz darauf abermals auf seiner rechten Seite den Wüstenklammbach auf. Kurz vor seiner Mündung in den Storrbach bildet der Wüstenklammbach den Philippswoog, der im System der Holztrift die Funktion eines seitlichen Sammelwooges erfüllte.
Der Bach fließt nun fast nordwärts durch ein enges, mit Laub- und Nadelbäumen bewaldetes Kerbtal am gut einen halben Kilometer östlich seines Bachbettes gelegenen 431,4 m hohen Gabelkopf vorbei. Auf seiner anderen Seite liegt das Stiefelstal in einem Buchenwald mit natürlichen Felsbildungen. In Richtung Nordnordosten zieht er dann am Nordostfuß des 412,6 m hohen Hühnerauer Ecks durch ein Tal mit kleinen Nasswiesenresten und bildet danach den Storrwoog. Der im Jahre 1836 für die Holztrift erbaute Storrwoog besteht heute aus drei Teichen, die direkt aufeinanderfolgen und durch Erddämme voneinander getrennt sind. Im 19. Jahrhundert trug die Anlage auch die Bezeichnung Antonettenklause.
Er zieht nun in Richtung Nordnordosten westlich am Storreck, dem Westsporn des 319,8 m hohen Großen Grasterich, entlang. Dort liegt auf seiner linken Seite der Ritterstein Ruine Storrwoogerhof Forsthaus 1735–1892 (Ritterstein Nr. 210). Der Stein markiert die Stelle, an der der wohl im Jahre 1735 errichtete Storrwoogerhof stand, von dem heute nur noch Reste des Kellergemäuers zu sehen sind. Ein wenig später ändert der Bach seine Laufrichtung auf Norden und läuft von Schwarzerlen und Rotbuchen gesäumt in einer Talmulde, deren Hänge überwiegend von Nadelbäumen bewachsen sind.

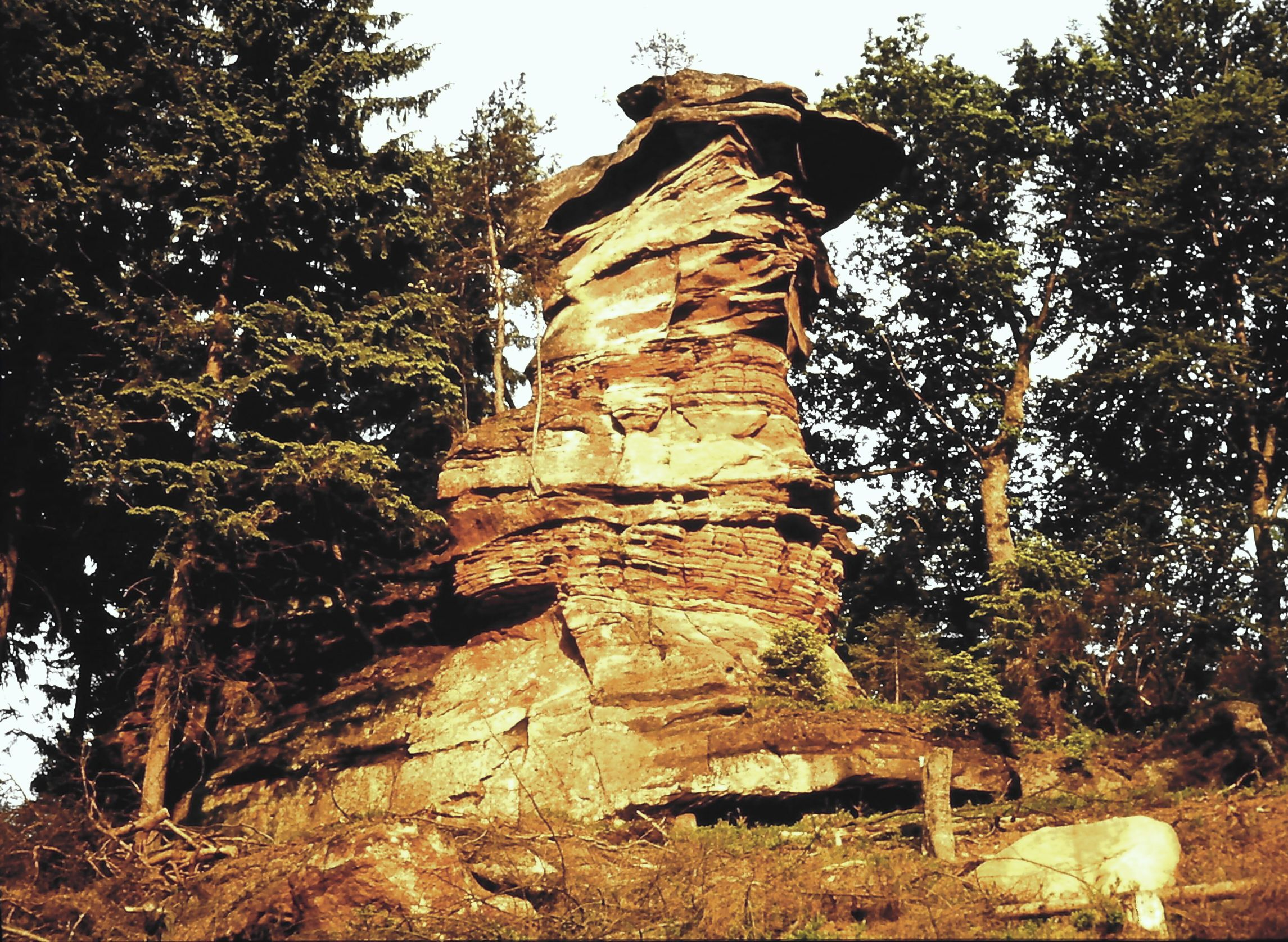
Der Teufelstisch von Salzwoog, ein Sandsteinfelsen in Lemberg

Anschließend fließt er durch eine kleine Feuchtwiese und erreicht dann westlich des 312,6 m hohen Storrwieser Kopfs ein Gelände mit Wochenendhäusern. Zwischen den Holzhäusern wurden dort zahlreiche Fischweiher angelegt. Einige hundert Meter westlich trieb früher der Salzbach die Langkehler Sägemühle an. Der Storrbach zieht nun durch die Teiche und Gärten der Wochenendanlage nordostwärts am Fuße des Storrwieser Kopfs entlang und läuft danach in der Salzbachaue durch Nass- und Feuchtwiesen an einen Hügel mit mehreren großen Silikatfelsen vorbei. Einer dieser Buntsandsteinfelsen ist der markante Teufelstisch, der wohl zweitgrößte Pilzfelsen des Pfälzerwalds.
Der Storrbach fließt schließlich zwischen den beiden Lemberger Ortsbezirken Langmühle im Westen und Salzwoog im Osten auf einer Höhe von etwa 232 m ü. NHN von rechts mit den aus dem Westen kommenden Buchbach zum Salzbach zusammen. Etwa 50 m bachabwärts mündet auf der anderen Seite der Bach von der Klostersalzquelle.
Der 5,21 km lange Lauf des Storrbachs endet ungefähr 74 Höhenmeter unterhalb seiner Quelle, er hat somit ein mittleres Sohlgefälle von etwa 14 ‰.

### Einzugsgebiet
Das 9,791 km² große Einzugsgebiet des Storrbachs liegt im Südwestlichen Pfälzerwald und wird durch ihn über den Salzbach, die Lauter und den Rhein zur Nordsee entwässert.
Es grenzt
- im Osten an das Einzugsgebiet des Lindelbachs, der in den Salzbach mündet;
- im Südosten an das des Fischbachs, der über die Sauer in den Rhein entwässert;
- im Süden an das des Dielbachs, der in die Sauer mündet;
- im Westen an das des Salzbachoberlaufs Kröppenbach;
- im Nordwesten an die Einzugsgebiete der beiden Salzbachzuflüsse Kleiner Salzbach und Katzenbach
- und ansonsten an das des Salzbachs direkt.

Fast das gesamte Einzugsgebiet ist geschlossen bewaldet. Die höchste Erhebung ist der Große Stephansberg mit einer Höhe von 456,1 m im Südwesten des Einzugsgebiets.

### Zuflüsse
- Bach vom Pferdbrunnen (rechts), 0,6 km, km², 1,0 km²
- Wüstenklammbach (rechts), 0,8 km, 0,35 km²

## Geologie
Das Einzugsgebiet liegt in den zu Beginn der Trias entstandenen Unteren Buntsandsteinformationen der Pfalz. In der dortigen Rehberg-Schicht liegen rote, örtlich auch gebleichte und meist kieselig gebundene Grob- bis Feinsandgesteine. In diesen stark erodierten Felszonen kommen oftmals pilz- und tischförmige Felsbildungen vor.

## Natur und Umwelt
Im Einzugsgebiet des Storrbachs befinden sich mehrere Biotope:
- Im Quellbereich liegt ein Eichen-Buchenmischwald in dem Rotbuchen, Traubeneichen und Waldkiefern wachsen und unten in der Krautschicht gedeiht dort u. a. die Weiße Hainsimse, das Schöne Johanniskraut, die Drahtschmiele, die Wald-Zwenke, das Schöne Frauenhaarmoos und der Mauerlattich.[13]

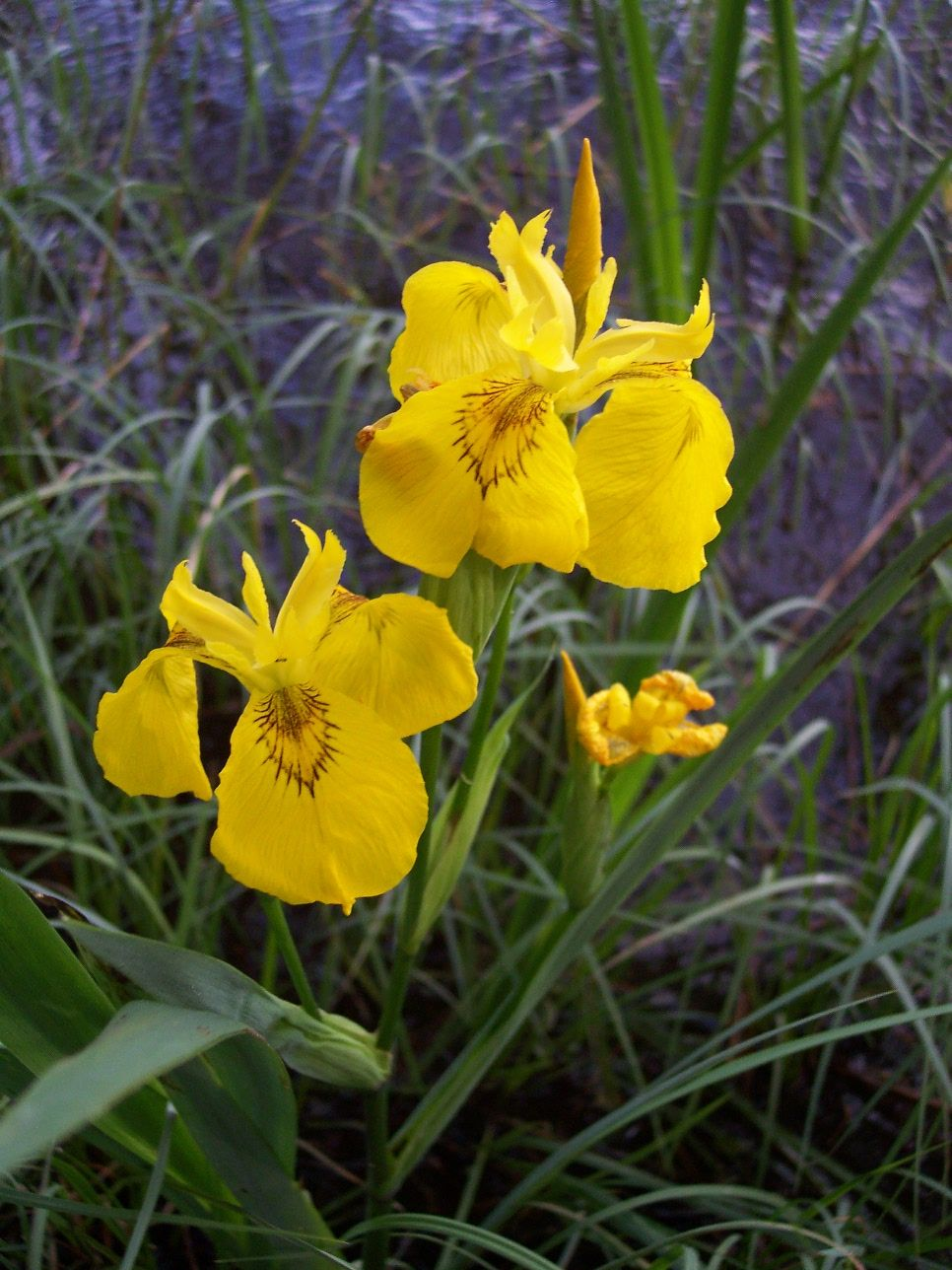
Die Gelbe Schwertlilie

- Im Wald am Westhang des Großen Spießkopfs wachsen Rotbuchen, Stiel- und die Traubeneichen sowie Fichten und Waldkiefern und am Boden sprießt die Weiße Hainsimse, das Schöne Frauenhaarmoos, das Hain-Rispengras, die Heidelbeere, die Drahtschmiele und die Pillensegge.[14]

- Im Wald beim Balkental wächst u. a. noch der Rote Fingerhut und der Eichenfarn.[15]

- In den Nasswiesen oberhalb der Antonettenklause wachsen Schwarzerlen und Asch-Weiden und in der Krautschicht gedeiht dort der Ufer-Wolfstrapp, der Flutende Schwaden und die Gemeine Waldsimse.[16]

- In der Feuchtwiese vor dem Gelände mit Wochenendhäusern wächst die Gelbe Schwertlilie, die Flatter-Binse, die Gemeine Waldsimse, der Ufer-Wolfstrapp, der Gemeine Gilbweiderich, die Blasensegge, das Echte Mädesüß und die Gewöhnliche Waldengelwurz.[17]

- In den Nass- und Feuchtwiesen im Bereich der Mündung wächst u. a. die Sumpfkratzdistel, der Sumpfschachtelhalm, das Wiesenlabkraut, der Sumpfhornklee, der Gemeine Blutweiderich, der Sumpf-Haarstrang und das Sumpfblutauge, sowie die Sumpf-, die Rispen-, die Blasen- und die Schlanksegge.[18]

## Freizeit und Erholung
Durch das Storrbachtal führen mehrere Wandertouren, darunter auch die als Premiumwanderweg ausgezeichnete Lemberger Flößertour.